# Ľuboš Hanzel
Ľuboš Hanzel (* 7. května 1987, Zavar, Československo) je slovenský fotbalový obránce a bývalý reprezentant.
Mimo Slovensko působil na klubové úrovni v Německu, Arménii, Polsku a České republice.

## Klubová kariéra
Svoji fotbalovou kariéru začal v FC Spartak Trnava. Mezi jeho další kluby patří: FC Senec, FC Schalke 04 a Jagiellonia Białystok. V Jagiellonii působil od ledna 2013 do května 2013, kdy s ním klub rozvázal smlouvu. Následně se domluvil na angažmá v arménském klubu z Jerevanu FC Bananc.
V únoru 2014 jej testoval klub FK Dukla Praha během soustředění na Kypru. Na soustředění přesvědčil a následně podepsal smlouvu do konce sezony 2013/14. Do konce ročníku zasáhl do pěti ligových zápasů. Po sezoně 2013/14 se vrátil do arménského Banancu Jerevan.
Začátkem září 2015 se vrátil na Slovensko do FC Spartak Trnava. Jistotu v základní sestavě si nevybojoval, odehrál jen tři ligové utkání za A-tým a na konci roku se dohodl na ukončení smlouvy. Na začátku roku 2016 trénoval s druholigovým týmem TJ Iskra Borčice, zde poté podepsal smlouvu do léta 2016. Majitel klubu Anton Fabuš však k 21. dubnu 2016 mužstvo odhlásil z druhé ligy.

## Reprezentační kariéra
V A-mužstvu Slovenska debutoval 6. června 2009 v kvalifikačním utkání na MS 2010 proti hostujícímu San Marinu. Odehrál kompletní počet minut, dostal žlutou kartu a zároveň vstřelil svůj premiérový gól, když v 68. minutě uzavíral skóre zápasu na konečných 7:0 pro Slovensko. Byl to jeho jediný start za slovenský národní tým.

### Reprezentační góly
Reprezentační gól Ľuboše Hanzela v A-mužstvu slovenské reprezentace
| Gól | Datum      | Stadion                  | Soupeř     | Skóre (min.) | Výsledek | Soutěž                 |
| --- | ---------- | ------------------------ | ---------- | ------------ | -------- | ---------------------- |
| 010 | 6. 6. 2009 | Tehelné pole, Bratislava | San Marino | 07:0 0(68.)  | 7:0      | kvalifikace na MS 2010 |